# Toga
Toga, značilno oblačilo antičnega Rima, približno 6 m dolg kos tkanine, ki se je ovil okoli telesa. Toga se je običajno nosila preko tunike. Izdelana je bila iz volne, tunika pa iz lanu. Od 2. stoletja pr. n. št. so togo nosili izključno moški z rimskim državljanstvom, ženske pa so od takrat nosile stolo.

## Zgodovina
Toga se je razvila iz podobnega etruščanskega oblačila. Rimska toga je bila debelo volneno ogrinjalo, ki so ga nosili preko opasnika ali predpasnika. Domneva se, da je nastala v času drugega rimskega kralja Numa Pompilija (vladal 715–673 pr. n. št.). V zaprtih prostorih in med težkim delom na polju so jo odložili, sicer pa so jo imeli za edino dostojno obačilo za nošenje na prostem, kar je lepo opisano v  zgodbi o aristokratu Cincinatu. Cincinat je oral svojo njivo, ko so mu glasniki senata prišli povedat, da je izbran za diktatorja. Ko so videli, kako je oblečen, so njegovo ženo takoj poslali domov po njegovo togo, da bi jih  lahko dostojno sprejel. Verodostojnost zgodbe je vprašljiva, vsekakor pa kaže na odnos Rimljanov do tega oblačila. Nošenje toge je bilo za svobodne rimske državljane obvezno, ker so sužnji lahko nosili samo tunike. Tunika je bila namreč znak revščine in je bila bolj priročna za fizično delo. 
Način oblačenja se je sčasoma spremenil. Rimljani so začeli nositi srajce (tunica, grško: kiton), kakršne so nosili Grki in Etruščani, toga, ki je bila prvotno ozek kos tkanine, pa se je večala, dokler ni dosegla premera šest merov. Postala je zelo okorna, zato so jo začeli nositi bolj ohlapno. Za aktivno udejstvovanje, predvsem za vojskovanje, je postala neuporabna. Njeno mesto v vojski je zato zasedel priročnejši volnen plašč (sagum). Toga je še naprej ostala dvorno oblačilo, v zasebnem življenju pa jo je nadomestila lena (laena).

## Pomen
V procesu, v katerem se je toga umaknila iz vsakdanjega življenja, je na drugi strani pridobila velik pomen kot slavnostno oblačilo in način označevanja različnih državnih položajev. Že v 2. stoletju pr. n. št., morda tudi prej, je bila skupaj z značilnimi čevlji (calceus) prepoznaven znak  rimskega državljana. Tujcem so jo odrekali, tiste, ki je ne bi smeli nositi, pa so preganjali. Ob vseh priložnostih so jo lahko nosili samo magistrati kot znak svojega položaja. Še več. Magistrate, ki so nosili grški plašč (pallium) in sandale, so imeli za neprimerno, če ne kriminalno oblečene. Avgusta na primer je pogled na državljana brez toge tako razjezil, da je citiral Vergilov verz "Romanos, rerum dominos, gentemque togatam" (Rimljani, gospodarji sveta, ljudstvo, ki nosi togo) in ukazal, da se edili v prihodnje ne smejo pojavljati v forumu brez nje.
Ker toge vojaki niso nosili, so nanjo gledali kot na simbol miru. Civile so zato včasih imenovali togatus – tisti, ki nosijo togo, da bi jih razlikovali od vojakov, ki so nosili sagum. V Cicerovi De officiis je celo fraza  cedant arma togae – naj orožje zamenja toga, se pravi naj vojno zamenja mir ali naj vojaško oblast zamenja civilna. 

## Oblačenje
Toga je bila na začetku ozek kos tkanine, potem pa se je večala, dokler ni dosegla premera šest metrov. Oblačenje je bilo zato zahtevno in je zahtevalo pomočnika. 
Zgornja polovica toge se je najprej preganila preko spodnje polovice. Levi konec toge se je položil preko leve rame in leve roke, tako da je segal skoraj do tal. Drugi konec se je ovil okoli telesa in preko levega leve rame in se nato ovil okoli desnega kolka. Končne podrobnosti so bile prepuščene okusu posameznika. Preostali del tkanine (sinus) se je lahko uporabil kot oglavnica.

## Različice
Rimljani so imeli več vrst tog, ki so se uporabljale različno.
- Toga virilis, tudi toga alba ali toga pura (junaška, bela ali čista toga): enostavna bela toga, ki so ob svečanih priložnostih nosili polnoletni fantje, stari od 14 do 18 let.[9] Prvič so jo oblekli na praznovanju svoje polnoletnosti.
- Toga candida (čisto bela toga): toga, obeljena s kredo do bleščeče beline, ki so jo nosili kandidati za javne funkcije.[10] Izgleda, da so navado prepovedali na plebiscitu leta 432 pr. n. št., vendar omejitve v praksi niso nikoli izvrševali.[11]

- Toga preatexta: običajno bela toga s široko škrlatno obrobo. Nosili so jo: 
  - svobodno rojeni mladoletni fantje[12]
  - vsi kurulski magistrati[13][14]
  - bivši kurulski magistrati in diktatorji, žalujoči,[15] morda tudi udeleženci festivalov in drugih praznovanj[16]
  - nekateri svečeniki[17]
  - v Cesarstvu so imeli častno pravico do nje tudi zaslužni državljani brez državne funkcije
  - rimski kralji (po izročilu)

Osebe, ki so imele pravico nositi togo praetexto, so včasih imenovali tudi laticlavius -  tisti, s široko škrlatno obrobo.
- Toga pulla (temna toga): nosili so jo predvsem žalujoči. Nosila se je tudi v časih zasebne ali javne stiske ali kot znak protesta. Ko je bil Cicero leta 58 pr. n. št. zaradi domnevnega spodkopavanja Republike izgnan v Grčijo, so senatorji v znak protesta proti tej odločitvi nosili temne toge.[18]
- Toga picta (pisana toga) se je za razliko od drugih tog ne samo barvala, ampak tudi krasila. Toga je bila temno škrlatna z zlato  obrobo. V Republiki so jo nosili generali na svojih triumfih in rimski pretor (praetor urbanus), ko se je na Apolonovih igrah  (Ludi Apollinares) na vpregi bogov  pripeljal v rimski cirkus.[19] V Cesarstvu so togo picto nosili magistrati, ki so priredili gladiatorske igre, konzuli in v posebnih primerih tudi cesar.
- Toga trabea. Servij omenja, da so obstajale tri rezlične vrste toge trabee.  Prva je bila purpurna in je bila namenjena bogovom. Druga je bila purpurna z nekaj beline in je bila namenjena kraljem. Tretja je imela škrlatne proge in purpurno obrobo[20] in je bila namenjena avgurjem in svečenikom (salii).[21]  Dionizij iz Halikarnasa pravi, da so jo nosili tudi vitezi (ordo equester), kar pa ni dokazano.

## Sodobna raba
Toge so v zadnjih letih v nekaterih državah postale priljubljeno oblačilo za svečane prireditve. Nosijo jo tudi nekatera ljudstva, ki se imajo za naslednike romaniziranih Puncev, na primer arabizirani Berberi iz Tripolitanije v Libiji. 